# Geluidslandschap
Een geluidslandschap, klanklandschap of soundscape is de akoestische omgeving, waargenomen door de mens, bestaande uit geluiden van de natuurkrachten, de dieren en de mens. Dit is het domein van de 'akoestische ecologie'. 
Naast dit aangetroffen geluidslandschap is er ook de auditieve ruimte die door de mens doelbewust wordt gecreëerd: zoals de geluiden van klokken of sirenes boven een stad, een soort van primitieve auditieve architectuur.
Ten slotte is er het imaginaire soundscape, dat de spreiding en verplaatsing van dingen en wezens oproept. In de filmzalen is dergelijk soundscape verbonden met het beeld, maar er zijn ook puur auditieve soundscapes (Bill Fontana, vele elektronische muziek met luidsprekers in alle hoeken van de ruimte).
Het woord 'Soundscape' is gevormd naar analogie met 'landschap' (in het Engels landscape).

## Definities en bronnen
De Internationale Organisatie voor Standaardisatie (ISO) omschrijft soundscape als de menselijke waarneming van een fysiek fenomeen, in dit geval de akoestische omgeving. Tegelijk wijst de ISO op de rijke verscheidenheid van studies en creaties op dit gebied, wat heeft geleid tot zeer uiteenlopende omschrijvingen en invalshoeken. De term is intussen ingeburgerd in de muziek, stedenbouw, ecologie van wilde habitats, en computerwetenschap. 

## Toegepast in de ecologie
Als een van de grondleggers van de term “akoestische ecologie” werkte R. Murray Schafer in de late jaren ‘60 aan de bewustwording van het effect van omgevingslawaai in de ecologie, en de inventarisatie van geluidslandschappen. Onderzoek wees bijvoorbeeld ook uit dat vogels een hogere toon zingen in omgevingen met menselijk lawaai. Onderzoek van het geluidslandschap van vogelgeluiden in Europa en Noord-Amerika op basis van de geluidsdatabase Xeno-canto wees uit dat de “ochtendkoren” van zangvogels sedert het begin van de 21e eeuw beduidend waren afgenomen. Het fenomeen is wellicht te verklaren door de afname van de biodiversiteit. Sommige commentatoren wezen op de wrange associatie met Silent Spring, het boek uit de jaren ‘60 over de milieuproblematiek.

## Toegepast in muziek

### Russolo
De eerste componist die zich bezighield met het verwerken van omgevingsgeluid in zijn composities was Luigi Russolo. Op 11 maart 1913 publiceerde de Italiaanse futuristische schilder, componist en muziekinstrumentenbouwer Luigi Russolo zijn futuristische manifest L'arte dei rumori en hetzelfde jaar instrumenten, die hij intonarumori (lawaaimachines) noemde. Met deze instrumenten maakte hij muziek die in hoofdzaak gebaseerd was op industrieel geluid. In 1916 publiceerde hij het boek L'arte dei rumori.

### Musique concrète
Het begrip musique concrète werd bedacht door Pierre Schaeffer in 1949. Hij doelde hiermee op ruis- en toonstructuren, die elektronisch nabewerkt en via luidsprekers worden weergegeven. In tegenstelling tot de elektronische muziek zijn de gebruikte materialen geen synthetische, maar 'realistische' geluiden uit de technische en natuurlijke omgeving zoals muziekinstrumenten of geluiden uit de natuur. Hiermee hoopte men een zekere levendigheid te behouden, die, volgens sommigen, bij de elektronische muziek ontbrak. Verdere methoden zijn in principe hetzelfde als de methoden die bij elektronische muziek gebruikt worden. Het opgenomen materiaal wordt elektronisch bewerkt door middel van knippen, plakken, transformatie en deformatie.

### Ambient en andere popmuziek
Men spreekt in de muziek ook wel van soundscape, indien de compositie zich voornamelijk richt op een klankkleur, waarbij elke muzikale structuur ontbreekt. In de ambient wordt dit veelal toegepast, maar ook in andere genre als shoegaze, post-rock en noise komt het vaak voor, meestal toegepast als intro van een muziekstuk of optreden.